# Schwarznesseln
Die Pflanzengattung der Schwarznesseln (Ballota) gehört zur Familie der Lippenblütler (Lamiaceae).

## Beschreibung

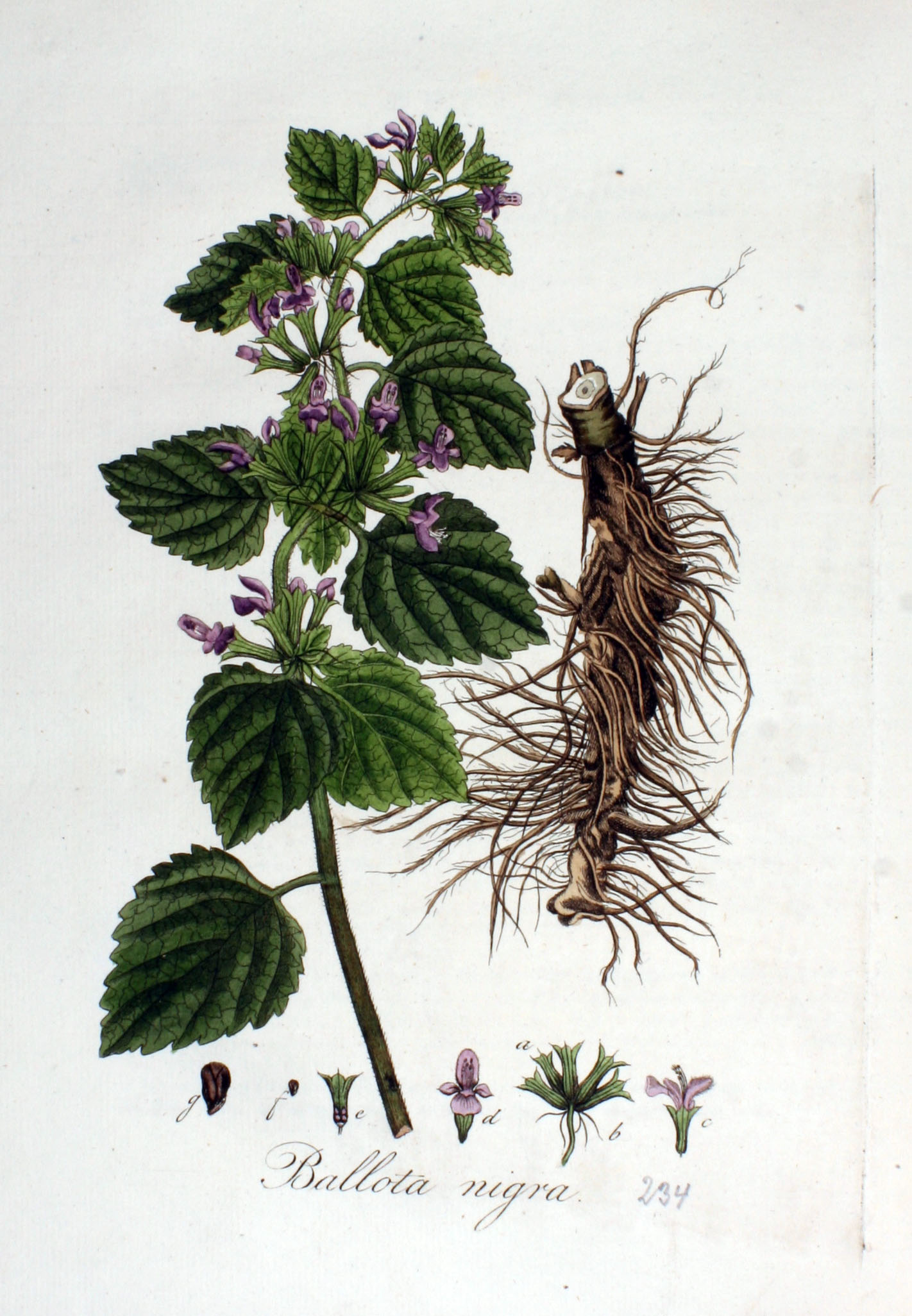
Illustration aus Flora Batava, Volume 3 der Schwarznessel (Ballota nigra)

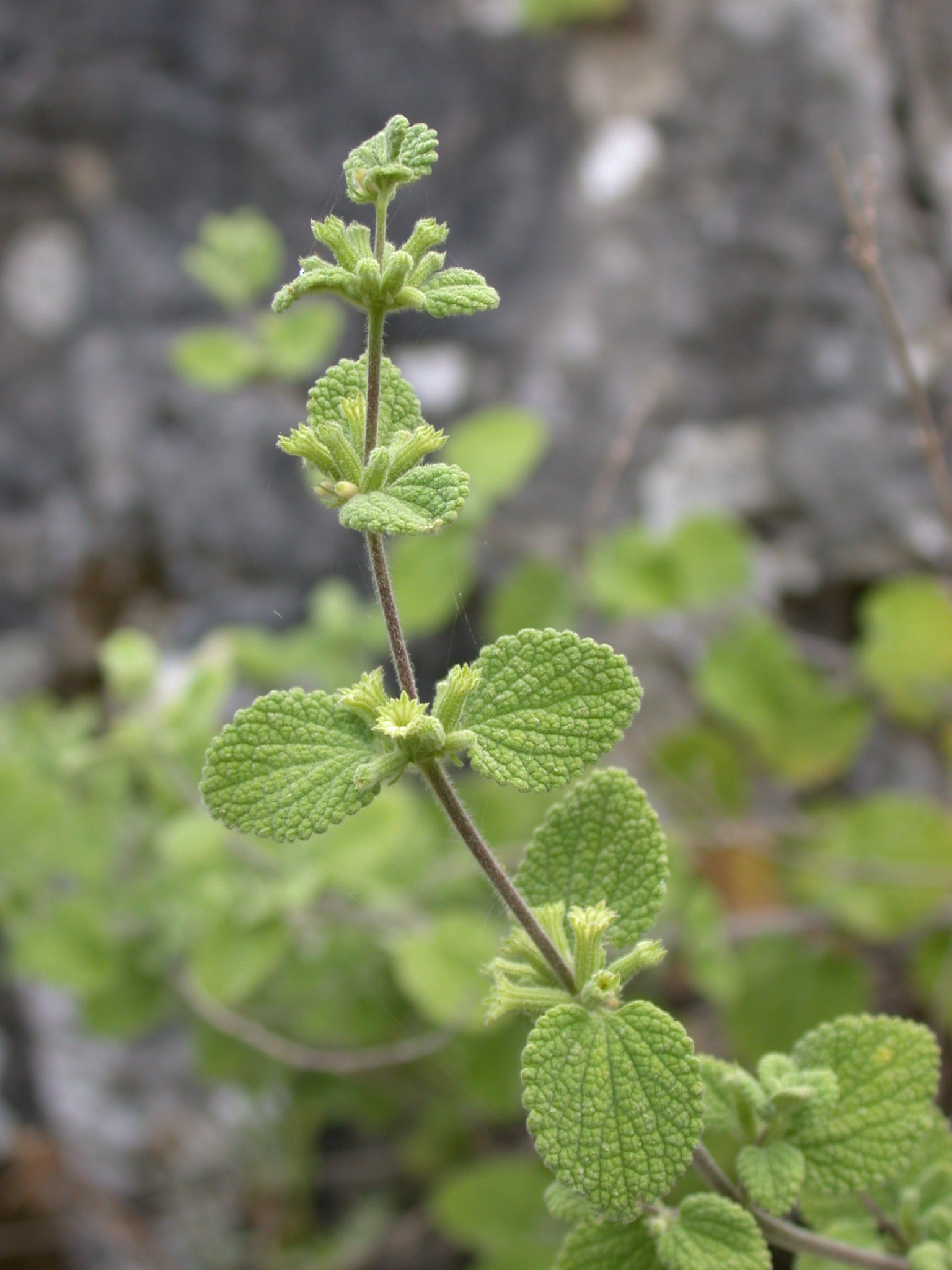
Ballota saxatilis

### Vegetative Merkmale
Ballota-Arten sind ausdauernde, krautige Pflanzen oder kleine Sträucher. Die Laubblätter sind gegenständig angeordnet.

### Generative Merkmale
Jeweils wenige bis viele Blüten sind Scheinquirlen angeordnet und stehen in den Achseln von Vorblättern.
Die zwittrigen Blüten sind zygomorph und fünfzählig mit doppelter Blütenhülle. Der trichterförmige Kelch ist zehnnervig, der Kelchsaum gewellt oder mit 5 bis 16 Einkerbungen bzw. gleichen, stachelspitzigen bis grannenartigen Zähnen versehen. Die Kronröhre besitzt innen einen Haarring. Von den vier parallelen Staubblättern ist das äußere Paar länger als das innere; die Staubbeutel zeigen auseinander. Die Griffeläste sind fast gleich lang.
Die Teilfrüchte (Klausen) sind länglich und am oberen Ende gerundet.

## Ökologie
Die Bestäubung erfolgt meist durch Bienen.

## Systematik und Verbreitung
Die Gattung Ballota wurde 1753 durch Carl von Linné in Species Plantarum Band 2 Seite 582 aufgestellt. Der Gattungsname Ballota ist abgeleitet von ballote, dem griechischen Namen für die Art Ballota nigra in der Antike.
Die Gattung Ballota gehört zur Tribus Marrubieae in der Unterfamilie Lamioideae innerhalb der Familie der Lamiaceae. Die etwa 91 Arten dieser Tribus wurden durch Siadati et al. 2018 neu geordnet und eine Gattung reaktiviert. Neben Ballota gehören seit 2018 die Gattungen Acanthoprasium, Moluccella, Marrubium und die reaktivierte Gattung Pseudodictamnus in diese Tribus. Nach Siadati et al. 2018 gehören nur noch zwei Drittel soviele Arten zur Gattung Ballota wie davor.
Die Gattung Ballota s. l. umfasste etwa 30 Arten mit einem Verbreitungsschwerpunkt im Mittelmeerraum und in der orientalischen Florenregion. Mehrere Arten kommen in der Sahara und auf der Arabischen Halbinsel vor. Das Zentrum der Artenvielfalt der Ballota s. str. ist Anatolien. In Europa kommt im Umfang der Gattung Ballota s. str. nur noch eine Art vor. Das größte Verbreitungsgebiet besitzt die Schwarznessel (Ballota nigra), die als einzige Art auch in Mitteleuropa mit zwei Unterarten vorkommt.
Es gab bis 2018 etwa 30 danach nur noch etwa 18 Ballota-Arten:
- Ballota adenophora Hedge: Sie kommt in Saudi-Arabien vor.
- Ballota andreuzziana Pamp.: Sie kommt nur in Libyen vor.
- Ballota antalyensis Tezcan & H.Duman: Sie wurde 2012 aus der Türkei erstbeschrieben.
- Ballota antilibanotica Post: Sie kommt im Libanon und im südlichen Syrien vor.
- Ballota byblensis Semaan & R.M.Haber: Sie kommt nur im Libanon vor.
- Ballota cristata P.H.Davis: Dieser Endemit kommt nur in der Umgebung von Antalya in Anatolien vor.
- Ballota glandulosissima Hub.-Mor. & Patzak: Dieser Endemit kommt nur im südwestlichen Anatolien vor.
- Ballota grisea Pojark.: Sie kommt im östlichen Kaukasusraum vor.
- Ballota kaiseri Täckh.: Sie kommt nur auf der Sinai-Halbinsel vor.
- Ballota larendana Boiss. & Heldr.: Dieser Endemit kommt nur im zentralen Anatolien vor.
- Ballota luteola Velen.: Sie kommt in Saudi-Arabien vor.
- Ballota macrodonta Boiss. & Balansa: Dieser Endemit kommt nur in der Provinz Niğde im südlichen Anatolien vor.
- Schwarznessel (Ballota nigra L.): Sie ist in Europa, Nordafrika und Vorderasien verbreitet. In Argentinien und Neuseeland ist sie ein Neophyt. Es gibt etwa acht Unterarten, davon in Mitteleuropa:
  - Kurzzähnige Schwarznessel (Ballota nigra subsp. foetida (Vis.) Hayek)
  - Langzähnige Schwarznessel (Ballota nigra L. subsp. nigra)
- Ballota philistaea Bornm.: Sie kommt nur in Israel vor.
- Ballota platyloma Rech. f.: Sie kommt nur im Iran vor.
- Ballota saxatilis Sieber ex C.Presl: Sie kommt in zwei Unterarten vom südlichen bis ins östliche Anatolien und bis zur Arabischen Halbinsel vor.
- Ballota sechmenii Gemici & Leblebici: Sie kommt nur in Anatolien vor.
- Ballota vellerea Maire, Weiller & Wilczek: Sie kommt nur in Marokko vor.

Nicht mehr zur Gattung Ballota gehört beispielsweise:
- Panzerina lanata (L.) Soják (Syn.: Ballota lanata L.): Sie kommt von Sibirien bis China vor.[3]
- Marrubium deserti (de Noé) Coss. (Ballota deserti (Noë) Jury, Rejdali & A.J.K.Griffiths): Sie kommt von Mauretanien bis Libyen vor.[2]

Zur Gattung Acanthoprasium (Benth.) Spach gehören nur zwei Arten:
- Acanthoprasium frutescens (L.) Spenn. (Syn. Ballota frutescens (L.) Woods): Sie kommt in Südfrankreich und Italien vor.
- Acanthoprasium integrifolium (Benth.) Ryding (Syn. Ballota integrifolia Benth.): Sie kommt nur in Zypern vor.

In die reaktivierte Gattung Pseudodictamnus Fabr. gehören die 13 Arten:
- Napf-Schwarznessel – Ballota acetabulosa (L.) Benth. → Pseudodictamnus acetabulosus (L.) Salmaki & Siadati[2]
- Ballota africana (L.) Benth. → Pseudodictamnus africanus (L.) Salmaki & Siadati
- Ballota aucheri Boiss. → Pseudodictamnus aucheri (Boiss.) Salmaki & Siadati[2]
- Ballota bullata Pomel → Pseudodictamnus bullatus (Pomel) Salmaki & Siadati[2]
- Ballota damascena Boiss. → Pseudodictamnus damascenus (Boiss.) Salmaki & Siadati[2]
- Ballota hirsuta Benth. → Pseudodictamnus hirsutus (Willd.) Salmaki & Siadati[2]
- Ballota hispanica (L.) Benth. → Pseudodictamnus hispanicus (L.) Salmaki & Siadati[2]
- Ballota inaequidens Hub.-Mor. & Patzak → Pseudodictamnus inaequidens (Hub.-Mor. & Patzak) Salmaki & Siadati[2]
- Ballota latibracteolata P.H.Davis & Doroszenko → Pseudodictamnus latibracteolatus (P.H.Davis & Doroszenko) Salmaki & Siadati[2]
- Ballota macedonica Vandas → Pseudodictamnus macedonicus (Vandas) Salmaki & Siadati[2]
- Ballota pseudodictamnus (L.) Benth. → Pseudodictamnus mediterraneus Salmaki & Siadati[2]
- Ballota rotundifolia K.Koch → Pseudodictamnus rotundifolius (K.Koch) Salmaki & Siadati[2]
- Ballota undulata (Sieber ex Fresen.) Benth. → Pseudodictamnus undulatus (Benth.) Salmaki & Siadati[2]